# Tasa Jiya
Tasa Jiya (16 de septiembre de 1997) es una deportista neerlandesa que compite en atletismo, especialista en las carreras de velocidad.
Ganó una medalla de oro en los Juegos Europeos de Cracovia 2023 y una medalla de bronce en el Campeonato Europeo de Atletismo de 2024, ambas la prueba de 4 × 100 m.

## Palmarés internacional
| Juegos Europeos    | Juegos Europeos   | Juegos Europeos   | Juegos Europeos |
| Año                | Lugar             | Medalla           | Prueba          |
| ------------------ | ----------------- | ----------------- | --------------- |
| 2023               | Chorzów (Polonia) | Medalla de oro    | 4 × 100 m       |
| Campeonato Europeo |                   |                   |                 |
| Año                | Lugar             | Medalla           | Prueba          |
| 2024               | Roma (Italia)     | Medalla de bronce | 4 × 100 m       |